# Партикуляризм
Партикуляризм (від лат. particula — невелика частина, лат. particularis — частковий) — прагнення до відокремлення. Партикуляризм зустрічається в різних областях. В українській мові цей термін найбільш широко використовується в політиці і позначає — переслідування окремими частинами держави особистих інтересів, на шкоду інтересам загальнодержавним.

## Етичний партикуляризм
Точка зору, що заперечує існування загальних моральних принципів. Її прихильники рекомендують приймати етичні судження лише на розгляді окремих випадків (наприклад, не може бути загальних тверджень «вдарити жінку — аморально» або «допомогти людині — благо»). Партикуляризму протиставляється Принципалізм, який засновує свої судження на добре відомих теоріях (наприклад деонтології, утилітаризму. Партикуляризм же стверджує, що не існує загальних принципів, які можна застосувати до будь-якого окремого випадку.

## Політичний партикуляризм
У широкому значенні партикуляризм являє собою відстоювання окремими соціальними, етнічними, релігійними групами в державі своїх особистих інтересів, на шкоду інтересам всього співтовариства або держави в цілому. У більш вузькому значенні, цей термін використовується для позначення політичної тенденції окремих областей держави до самостійного політичного життя
Партикуляризм як термін широко застосовується в історичній літературі, особливо середніх віків і позначає політичну роздробленість, характерну для певного періоду розвитку феодальної держави, пов'язану з прагненням феодальних сеньйорів і міст до можливо більшої політичної, адміністративної і судової самостійності. Класичним прикладом подібних відцентрових прагнень є майже вся історія Священної Римської імперії.
У політології під партикуляризмом можуть розуміти маргінальні ідеологічні течії. Тут йому протиставляють плюралізм.

## Літературний партикуляризм
У художній літературі, поезії пильну увагу приділяють до деталей, з метою впливати на почуття і передати реальність, що відбувається.

## Партикуляризму в соціології
За Т. Парсонсом партикуляризм — це вид орієнтації, що полягає в застосуванні унікальних, а не загальних критеріїв оцінки. У даному сенсі він протиставляється універсалізму.

## Партикуляризму в теології
Під партикуляризмом в теології увазі вчення, що знайдуть порятунок тільки ті, хто зумовлений Богом від створення світу. (Від лат. decretum particulare).